# تودا (سايتاما)
مدينة تودا (بالإنجليزية: Toda)‏ هي أحد المدن التابعة لمحافظة سايتاما. تأسست رسميًا في 01/10/1966. ويقدر عدد سكانها بـ 118591 نسمة حسب تقدير مكتب الإحصاء الياباني لعام 2012. تبلغ مساحة تودا 18.17 كم2. بكثافة سكانية تبلغ 6527 نسمة/كم2.

## توأمة
لتودا (سايتاما) اتفاقيات توأمة مع:
- كايفنغ